# Pirates des Caraïbes : Le Secret du coffre maudit
Série Pirates des Caraïbes
La Malédiction du Black Pearl
(2003) Jusqu'au bout du monde
(2007)
Pour plus de détails, voir Fiche technique et Distribution.
Pirates des Caraïbes : Le Secret du coffre maudit  (Pirates of the Caribbean : Dead Man's Chest), ou Pirates des Caraïbes: Le Coffre du mort au Québec, est un film d'aventures fantastique américain réalisé par Gore Verbinski et sorti en 2006.
Il constitue le deuxième volet de la franchise Pirates des Caraïbes. Il est précédé par La Malédiction du Black Pearl (2003) et suivi par Jusqu'au bout du monde (2007), La Fontaine de Jouvence (2011) et La Vengeance de Salazar (2017).
Il s'agit d'un des plus gros succès du box-office mondial. Le film remporte l'Oscar des meilleurs effets visuels en 2007.

## Synopsis

Le coffre renfermant le cœur de Davy Jones.

En 1729, à Port Royal, Will Turner et Elizabeth Swann sont sur le point de se marier, lorsqu'ils se font arrêter par Cutler Beckett, devenu lord et qui dirige la Compagnie des Indes orientales. Ils ont en effet précédemment aidé le capitaine Jack Sparrow, un pirate, à échapper à la peine de mort. En échange de leur libération, Will accepte de partir comme émissaire à la recherche de Jack pour proposer un marché : l'amnistie et une lettre de marque pour devenir corsaire en échange du compas de Jack. Celui-ci a la particularité d'indiquer la direction de ce que le porteur désire le plus. Elizabeth arrive à s'échapper de la prison grâce à son père, le Gouverneur, dérobe la lettre de marque destinée à Jack, et part à la poursuite de Will.
Pendant ce temps, Bill Turner, le père de Will (qui fut sous les ordres de Jack avant sa mutinerie), vient prévenir ce dernier : après avoir profité pendant treize ans du Black Pearl, ramené des profondeurs par Davy Jones, il doit s'acquitter à son tour de sa part du marché : entrer au service de Jones pour une durée de cent ans à bord de son navire maudit : le Hollandais volant. Bill repart vers Jones en y laissant la « marque noire » sur Jack. Cette marque posée sur un homme attire un monstre marin possédant une force capable de détruire un navire : le Kraken. Apeuré, Jack fait immédiatement route vers la côte la plus proche pour se mettre à l'abri.
Après avoir recherché Jack dans de nombreux endroits, Will finit par retrouver sa trace et découvre le Black Pearl au sec sur une plage. Il est plus tard capturé par une tribu cannibale vivant dans les environs (les Pelegostos) et se retrouve enfermé dans des cages suspendues avec quelques survivants de l'équipage du Black Pearl. Gibbs lui explique la situation : Jack est considéré par les Pelegostos comme un dieu ayant pris une forme humaine et doit, pour être libéré de ce corps et selon la coutume  de la tribu, être rôti et mangé. Malgré les entraves, l'équipage arrive à s'échapper de justesse de leur prison et de l'île (non sans oublier le « Chien des Clés » sur la côte).
Pour échapper à Jones, Jack se met à la recherche d'un coffre et de sa clé. Ce coffre contiendrait le cœur de Jones. Celui-ci permet à celui qui en dispose de contrôler le pirate maudit. Jack convainc donc Will de l'aider dans sa quête. Ils se rendent d'abord chez Tia Dalma, qui leur indique l'endroit où trouver la clé. Rendu à l'endroit indiqué, ils font face à Jones, qui demande son dû à Jack, ou bien de lui donner cent âmes en trois jours. Jack choisit plutôt d'aller chercher des âmes, et se rend à Tortuga pour reconstituer un équipage, laissant Will comme otage à Jones. Il retrouve à Tortuga Elizabeth, qui embarque avec lui pour retrouver Will, et James Norrington, ex-commodore déchu devenu pirate, embarque également.
Guidés par le compas, le trio se rend sur une île perdue : « l'île des Quatre Vents », où le coffre de Jones serait enfoui. De son côté, Will arrive à dérober la clé à Jones non sans mal, et s'échappe du navire maudit grâce à son père qu'il a retrouvé à bord du Hollandais volant. Il se retrouve sur un navire de corsaire, qui finit comme cible principale pour le Kraken, envoyé par Jones pour tuer Will afin de briser son père qu’il sait responsable de sa fuite. Seul rescapé de l'attaque de la créature, Will parvient à se cacher dans la proue du Hollandais Volant, pendant que Jones ordonne également de faire cap sur l'île des Quatre Vents, espérant arriver avant Jack.
Pendant ce temps, le coffre est trouvé et déterré par Norrington, Jack et Elizabeth. Rejoignant les autres, Will, Jack et Norrington commencent à se battre pour prendre possession du cœur. Norrington pense échapper au destin de pirate et redevenir « Commodore » en ramenant le cœur comme trophée à Lord Beckett, Will pense obliger Jones à libérer son père, quant à Jack, il pense pouvoir empêcher Jones de continuer à le pourchasser avec le Kraken. Celui-ci réussi après un rocambolesque duel à ouvrir le coffre et à placer le cœur dans son bocal de terre donné précédemment par Tia Dalma. Plus tard, après un long combat et se sachant perdu face aux pirates maudits, Norrington se sacrifie en prenant la fuite avec le coffre vers le centre de l'île pour détourner l'attention des hommes du Hollandais Volant.
Will, Elizabeth et Jack, à peine remontés sur le Black Pearl essuient l'attaque meurtrière du Hollandais volant après que Jack ait sous-entendu détenir le cœur de Jones dans son bocal de terre. Mais après pris la fuite, Jones envoie le Kraken attaquer le navire. À ce moment-là, le bocal de terre de Jack se brise par accident et le capitaine découvre avec effarement que le cœur de Jones a disparu. La créature s'en prend au navire et décime la quasi-totalité de l'équipage, mais elle est repoussée grâce à l'ingéniosité de Will (qui a déjà affronté la créature lorsqu’elle s’en est prise à un autre navire) et Jack (revenu sur son navire alors qu’il pensait prendre la fuite). Seuls quelques membres composés de Gibbs, Marty, Coton, Pintel, Raguetti, Will et Elizabeth arrivent à quitter le navire saufs, en chaloupe. Elizabeth détourne l'attention de Jack en l'embrassant et le menotte à un mât. L'attention du Kraken retenue par Jack, elle pense améliorer ses chances de survie ainsi que celles de ses camarades. Les autres rescapés pensent de leur côté que Jack se sacrifie volontairement. Jack disparaît quant à lui dans la bouche du monstre, qui l'emporte lui ainsi que le Black Pearl jusqu'à l'Antre de Davy Jones (le royaume des morts). La mort de Jack et la disparition du Black Pearl sont observés non loin par Jones, toujours sur son navire, mais il se rend compte alors avec effroi que le coffre maudit ne contient plus son cœur. On découvre plus tard que Norrington est parvenu au cours du combat sur l'île des Quatre Vents à tromper tout le monde en volant le cœur caché dans le bocal de Jack, et l'amène jusqu'à Port Royal devant Beckett, avec les lettres de marques dérobées et modifiées à son nom.
Les rescapés se retrouvent chez Tia Dalma. Elle sous-entend que Jack peut être ramené du royaume des morts à condition de s'aventurer jusqu'au bout du monde. Le groupe, apprenant que Jack n'est pas vraiment mort, se déclare prêt pour cette mission. Le capitaine Hector Barbossa (ressuscité par la sorcière) apparait à ce moment-là, prêt à prendre part à l'expédition.
Scène post-générique
Assis sur le trône, le chien de prison regarde les Pelegostos se prosterner devant lui.

## Fiche technique
Sauf indication contraire, les informations mentionnées dans cette section peuvent être confirmées par les bases de données cinématographiques IMDb et Allociné,  présentes dans la section « Liens externes ».
- Titre original : Pirates of the Caribbean: Dead Man's Chest
- Titre français : Pirates des Caraïbes : Le Secret du coffre maudit
- Titre québécois : Pirates des Caraïbes : Le Coffre du mort
- Réalisation : Gore Verbinski
- Scénario : Ted Elliott et Terry Rossio, d'après les personnages créés par Stuart Beattie, Ted Elliott, Terry Rossio et Jay Wolpert
- Musique : Hans Zimmer
  - Musique additionnelle : Lorne Balfe, Tom Gire, Nick Glennie-Smith, Henry Jackman, Trevor Morris, John Sponsler et Geoff Zanelli
- Direction artistique : Bruce Crone, John Dexter, William Hawkins et William Ladd Skinner
- Décors : Rick Heinrichs
- Costumes : Penny Rose
- Maquillage: Ve Neill
- Coiffure : Lucia Mace
- Photographie : Dariusz Wolski
- Son : Christopher Boyes, Dee Selby, George Watters II
- Montage : Stephen E. Rivkin et Craig Wood
- Production : Jerry Bruckheimer
  - Production déléguée : Bruce Hendricks, Eric McLeod, Chad Oman et Mike Stenson
  - Production associée : Pat Sandston
- Sociétés de production : Jerry Bruckheimer Films et Second Mate Productions, présenté par Walt Disney Pictures
- Sociétés de distribution : Buena Vista Pictures (États-Unis) ; Buena Vista International (France, Belgique et Suisse) ; Buena Vista Pictures Distribution (Canada)
- Budget : 225 millions de $[1]
- Pays de production :  États-Unis
- Langues originales : anglais, turc, grec, mandarin, français
- Format : couleur (Technicolor) - 35 mm - 2,39:1 (CinemaScope - Panavision) - son Mono
- Genres : fantastique, aventures, action
- Durée : 151 minutes
- Dates de sortie[2] :
  - États-Unis : 24 juin 2006 (première mondiale à Disneyland, Anaheim)[3] ; 7 juillet 2006 (sortie nationale)
  - Québec : 7 juillet 2006[4]
  - Belgique : 26 juillet 2006[5]
  - France, Suisse romande : 2 août 2006[6]
- Classification :
  - États-Unis : accord parental recommandé, film déconseillé aux moins de 13 ans (PG-13 - Parents Strongly Cautioned)[Note 1]
  - France : tous publics (conseillé à partir de 10 ans)[7],[8]
  - Belgique : tous publics (Alle Leeftijden)[5]
  - Suisse romande : interdit aux moins de 12 ans[9]
  - Québec : tous publics - déconseillé aux jeunes enfants (G - General Rating)[4]

## Distribution
Sauf indication contraire, les informations mentionnées dans cette section peuvent être confirmées par les bases de données cinématographiques IMDb et Allociné,  présentes dans la section « Liens externes ».
- Johnny Depp (VF : Bruno Choël ; VQ : Gilbert Lachance) : le capitaine Jack Sparrow
- Orlando Bloom (VF : Denis Laustriat ; VQ : Martin Watier) : William Turner
- Keira Knightley (VF : Sybille Tureau ; VQ : Catherine Sénart) : Elizabeth Swann
- Stellan Skarsgård (VF : Gabriel Le Doze ; VQ : André Montmorency) : Bill Turner
- Bill Nighy (VF : Georges Claisse ; VQ : Raymond Bouchard) : Davy Jones
- Jack Davenport (VF : Jean-Pierre Michaël ; VQ : Paul Sarrasin) : James Norrington
- Kevin McNally (VF : Jacques Frantz ; VQ : Jean-Marie Moncelet) : Joshamee Gibbs
- Jonathan Pryce (VF : Jean-Luc Kayser ; VQ : Benoît Marleau) : Weatherby Swann
- Tom Hollander (VF : Patrick Osmond ; VQ : Benoît Éthier) : Lord Cutler Beckett
- Lee Arenberg (VF : Enrique Carballido ; VQ : Manuel Tadros) : Pintel
- Mackenzie Crook (VF : Jérémy Prévost ; VQ : Louis-Philippe Dandenault) : Ragetti
- Naomie Harris (VF : Maïk Darah ; VQ : Pascale Montreuil) : Tia Dalma
- David Bailie : Cotton
- Martin Klebba (VF : Gérard Surugue ; VQ : Hugolin Chevrette) : Marty
- David Schofield (VF : François Barbin ; VQ : Denis Roy) : Mercer
- Vanessa Branch (VF : Dorothée Pousséo) : Giselle
- Lauren Maher (VF : Isabelle Leprince) : Scarlett
- Alex Norton (VF : Patrick Messe ; VQ : Jean-Luc Montminy) : Sam Bellamy
- Christopher S. Capp (VF : Gérard Surugue ; VQ : Marc Bellier) : le perroquet de Cotton (voix)
- Geoffrey Rush (VF : Patrick Floersheim ; VQ : Denis Mercier) : Hector Barbossa
- Dermot Keaney (VF : Hervé Jolly ; VQ : Stéphane Rivard) : Maccus
- Clive Ashborn (VF : Julien Kramer) : Koleniko
- Reggie Lee (VF : Marc Perez) : Hadras

Version française réalisée par la société de doublage Dubbing Brothers, sous la direction artistique d'Hervé Bellon, avec une adaptation de dialogues de Philippe Videcoq.
Sources et légende : version française (VF) sur AlloDoublage et RS Doublage . version québécoise (VQ) sur Doublage Québec

## Production

### Genèse et développement
Après le grand succès de premier opus : La Malédiction du Black Pearl, l’ensemble des acteurs et l’équipe ont signé pour deux suites. Les scénaristes Ted Elliott et Terry Rossio n’ont pas voulu une suite indépendante comme c'est le cas pour la série des Indiana Jones et des James Bond. Ils ont envisagé de se fonder sur la Fontaine de jouvence comme histoire pour le film. Ils ont introduit le personnage de Davy Jones, le Hollandais volant et le kraken. Ils ont même introduit la compagnie historique East India Trading Company.
La planification pour le film a commencé en juin 2004.

### Tournage

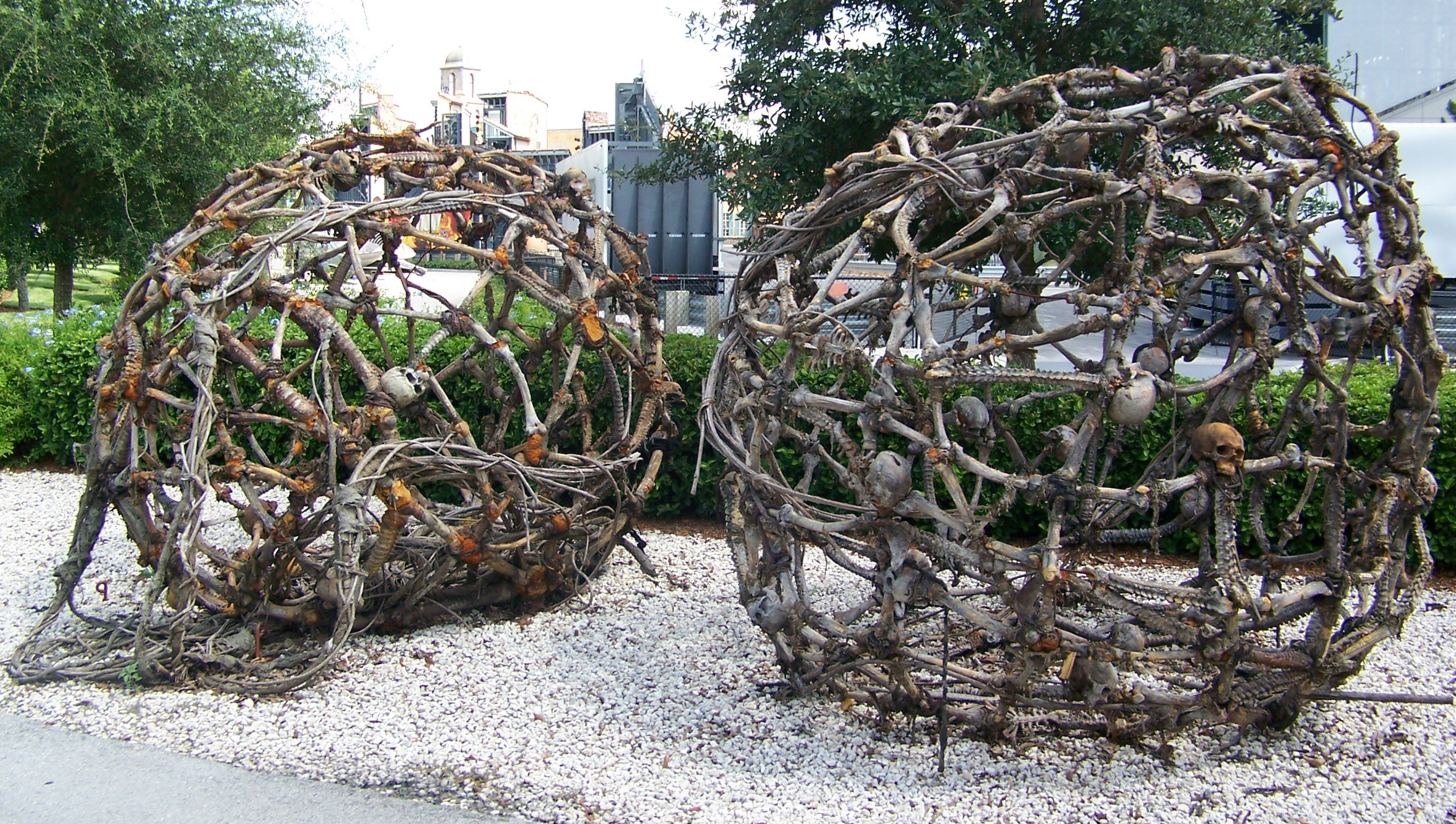
Les cages en os où les Pelegostos ont emprisonné l'équipage du Black Pearl et William Turner.

Le tournage de Pirates des Caraïbes : Le Secret du coffre maudit a débuté le 28 février 2005 à Palos Verdes, près de Los Angeles, où se trouvent les décors du fort de Port-Royal, commençant ainsi par le mariage d'Elizabeth et Will. L'équipe de tournage a passé les premiers jours de tournage au Walt Disney Studios Burbank avant d'aller à Saint-Vincent-et-les-Grenadines, dans la baie de Wallilabou, pour tourner les scènes censées se situer à Port-Royal et à Tortuga. Pour l'occasion, les décors du premier film présents sur les sites, ayant résistés aux ouragans, sont réutilisés. La production disposait de quatre voiliers pour peupler la baie, parmi lesquels la réplique du HMS Bounty, construite en 1960, et qui dans le film incarne l'Edinburgh Trader, le navire coulé par le Kraken.
Le 18 avril 2005, l'équipe de tournage est allé en Dominique, un endroit choisi par Verbinski car correspondant au sentiment d'éloignement qu'il visait. Là-bas, ils ont rencontré un problème car le gouvernement dominicain n’était pas préparé pour l’arrivée de l’équipe hollywoodienne. Les séquences filmées là-bas servaient à la fois de décor pour représenter l'île fictive des Pelegostos (le peuple cannibal), la partie forestière de l'île des Quatre Vents où se trouve le coffre de Davy Jones, et la cabane de Tia Dalma. Le tournage s'y est achevé le 26 mai 2005.

Ensuite, la production a tourné à White Cay, une petite île des Bahamas, pour représenter le début et la fin de la bataille de l'île des Quatre Vents. À partir du 18 juin 2005, l'équipe s'est déplacée vers l'île de Grand Bahama, notamment pour filmer les plans extérieurs du Black Pearl et du Hollandais Volant. Le tournage s'est arrêté à plusieurs reprises en raison de la pleine saison des ouragans ; l'ouragan Wilma a endommagé plusieurs accès, sans toutefois détruire les décors. Le tournage s’est achevé le 10 septembre 2005.

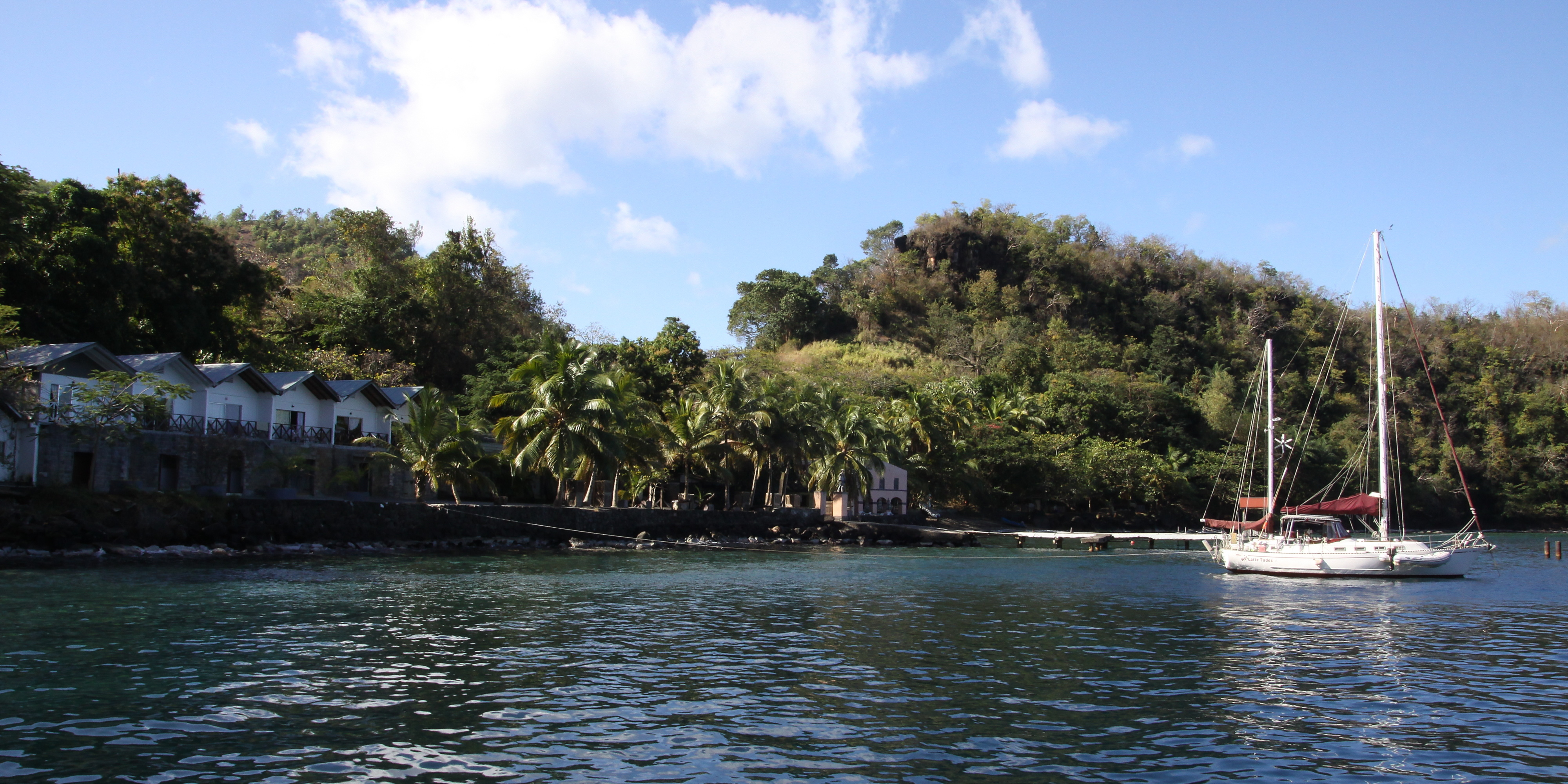
La baie de Wallilabou, à Saint-Vincent, qui sert de décor à Port-Royal et Tortuga.
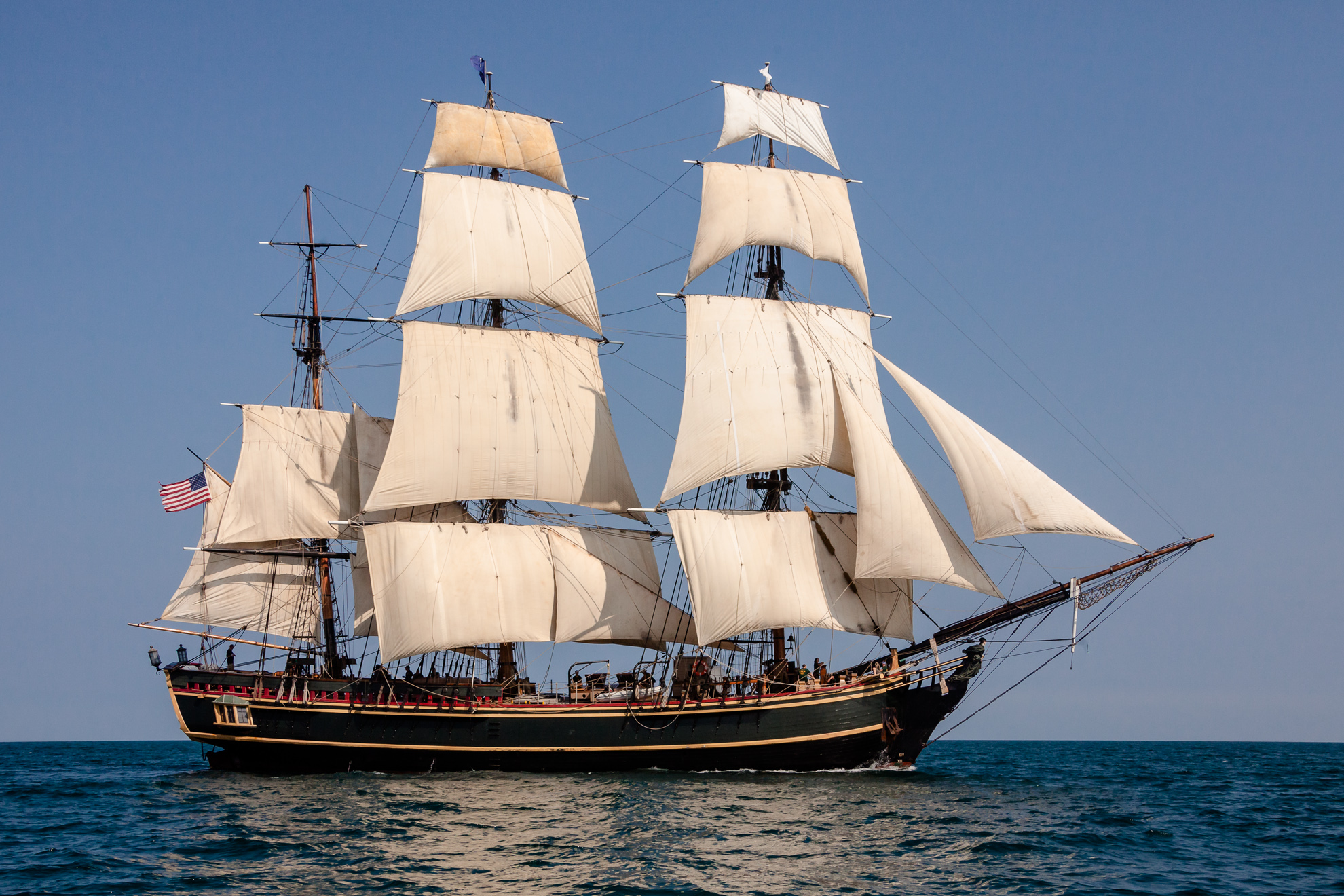
Le HMS Bounty, utilisé pour représenter l'Endinburgh Trader.

### Effets spéciaux
L’équipage du Hollandais volant a été conçu par Ted Elliott et Terry Rossio comme des fantômes, ce que Gore Verbinski n’a pas apprécié. Verbinski a voulu concevoir des créatures un peu loin de la fiction. Lui et plusieurs autres animateurs ont regardé des documentaires de David Attenborough et étudié les mouvements des anémones de mer et moules. L’ensemble de l’équipage a été conçu avec ordinateur sauf le personnage de Bill Turner qui a été interprété par Stellan Skarsgård.
L’équipe a eu des difficultés pour animer le kraken, alors le réalisateur Hal Hickel leur avait conseillés de voir King Kong contre Godzilla.

### Bande originale
Voici la liste des douze pistes incluses dans la bande originale officielle du film composée par Hans Zimmer sortie le 4 juillet 2006 chez Walt Disney Records. Elle comprend un remix de He's a Pirate.
| Pirates of the Caribbean : Dead Man's Chest | Pirates of the Caribbean : Dead Man's Chest | Pirates of the Caribbean : Dead Man's Chest | Pirates of the Caribbean : Dead Man's Chest | Pirates of the Caribbean : Dead Man's Chest | Pirates of the Caribbean : Dead Man's Chest | Pirates of the Caribbean : Dead Man's Chest | Pirates of the Caribbean : Dead Man's Chest | Pirates of the Caribbean : Dead Man's Chest | Pirates of the Caribbean : Dead Man's Chest |
| No                                          | Titre                                       | Auteur                                      | Durée                                       |                                             |                                             |                                             |                                             |                                             |                                             |
| ------------------------------------------- | ------------------------------------------- | ------------------------------------------- | ------------------------------------------- | ------------------------------------------- | ------------------------------------------- | ------------------------------------------- | ------------------------------------------- | ------------------------------------------- | ------------------------------------------- |
| 1.                                          | Jack Sparrow                                | Hans Zimmer                                 | 6:06                                        |                                             |                                             |                                             |                                             |                                             |                                             |
| 2.                                          | The Kraken                                  | Hans Zimmer                                 | 6:55                                        |                                             |                                             |                                             |                                             |                                             |                                             |
| 3.                                          | Davy Jones                                  | Hans Zimmer                                 | 3:15                                        |                                             |                                             |                                             |                                             |                                             |                                             |
| 4.                                          | I've Got My Eye on You                      | Hans Zimmer                                 | 2:25                                        |                                             |                                             |                                             |                                             |                                             |                                             |
| 5.                                          | Dinner Is Served                            | Hans Zimmer                                 | 1:30                                        |                                             |                                             |                                             |                                             |                                             |                                             |
| 6.                                          | Tia Dalma                                   | Hans Zimmer                                 | 3:58                                        |                                             |                                             |                                             |                                             |                                             |                                             |
| 7.                                          | Two Hornpipes (Tortuga)                     | Hans Zimmer                                 | 1:14                                        |                                             |                                             |                                             |                                             |                                             |                                             |
| 8.                                          | A Family Affair                             | Hans Zimmer                                 | 3:34                                        |                                             |                                             |                                             |                                             |                                             |                                             |
| 9.                                          | Wheel Of Fortune                            | Hans Zimmer                                 | 6:45                                        |                                             |                                             |                                             |                                             |                                             |                                             |
| 10.                                         | You Look Good Jack                          | Hans Zimmer                                 | 5:34                                        |                                             |                                             |                                             |                                             |                                             |                                             |
| 11.                                         | Hello Beastie                               | Hans Zimmer                                 | 10:15                                       |                                             |                                             |                                             |                                             |                                             |                                             |
| 12.                                         | He's a Pirate                               | Tiësto Remix                                | 7:02                                        |                                             |                                             |                                             |                                             |                                             |                                             |
| 58:33                                       |                                             |                                             |                                             |                                             |                                             |                                             |                                             |                                             |                                             |

## Accueil

### Date de sortie
Pirates des Caraïbes : Le Secret du coffre maudit est diffusé pour la première fois le 24 juin 2006 à Disneyland à Anaheim, Californie. C’était le premier film de Disney à utiliser le nouveau logo.

### Accueil critique
Le film a reçu des critiques mitigées, il obtient un score de 53 % sur Rotten Tomatoes pour 228 critiques. Sur Metacritic, il obtient une note moyenne de 53⁄100 pour 37 critiques.
En France, le site Allociné propose une note moyenne de 3,5⁄5 à partir de l'interprétation de critiques provenant de 22 titres de presse.
Michael Booth of the Denver Post pour leur part ont donné une critique favorable en lui attribuant trois étoiles et demie sur quatre. Le personnage de Davy Jones, conçu par ordinateur, et interprété par Bill Nighy, était tellement réaliste que certains critiques ont cru à un maquillage.
Le film se classe 475e dans la liste des cinq cents meilleurs films de tous les temps, une liste publiée par Empire en 2008.

### Box-office
|                                                                                               |  |  |
| Les acteurs Orlando Bloom et Keira Knightley à la première anglaise du film, en juillet 2006. |  |  |

En Amérique du Nord, le film obtient deux records dès sa sortie dans les salles : le record de la plus grosse recette brute au premier jour de sa sortie en salles détenu par Star Wars, épisode III : La Revanche des Sith (2005) (le film récolte $55.8 million le premier jour) ainsi que le record de la plus grosse recette au premier week-end en salles avec une recette de $135,6 millions, record précédemment détenu par Spider-Man (2002). Le film obtient aussi quinze autres records.
En France, lors de son premier jour (2 août 2006), l'opus atteint le nombre de 693 303 entrées, soit 3 fois plus que La Malédiction du Black Pearl le 13 août 2003. Il se classe ainsi premier des nouveautés au classement du mercredi. Lors de sa première semaine, il attire 2 708 112 spectateurs pour une première place au box-office, dépassant ainsi les chiffres de la première semaine du premier volet de plus d'1,5 million de tickets. Il reste en tête 5 semaines en tout et 10 semaines dans le top 20. A la fin de l'exploitation (19 semaines), il comptabilise 6 657 405 tickets (46 137 427$) et occupe la 2e place au classement annuel dans le pays,,. Il dépasse de plus de 2 700 000 spectateurs le chiffre réalisé par le premier film 3 ans plus tôt. Il s'agit du plus grand succès en terme d'entrées de la saga en France.
Le film a récolté $423 315 812 aux États-Unis et au Canada et $642 863 913 dans le reste du monde pour un total de $1 066 179 725 dans le monde entier, ce qui fait de lui le plus gros succès de la série. Le deuxième opus de la série totalise ainsi près de 66 millions d'entrées. Le film est actuellement le 41ème plus gros succès du box-office mondial et le 33ème plus gros succès du box-office nord-américain.
| Pays                 | Box-office        | Nombre de semaines | Classement T.L.T. | Comparaison avec le #1 (film)                                  |
| Monde                | 1 066 179 747 $   | 24                 | 36e               | 2 833 679 794 $ (Avatar)                                       |
| États-Unis et Canada | 423 315 812 $     | 24                 | 27e               | 936 662 225 $ (Star Wars, épisode VII : Le Réveil de la Force) |
| France               | 6 657 405 entrées | 19                 | 109e              | 20 750 000 entrées (Titanic)                                   |
| Paris                | 990 190 entrées   | 10+                | 332e              | 3 318 865 entrées (Autant en emporte le vent)                  |
| Suisse               | 699 726 entrées   | -                  | 14e               | 1 940 413 entrées (Titanic)                                    |
| Royaume-Uni          | 51 998 090 £      | 17                 | 6e                | 68 533 000 £ (Titanic)                                         |
| Australie            | 37 888 976 $ AUS  | 13                 | 7e                | 50 121 453 $ AUS (Shrek 2)                                     |
| Espagne              | 5 676 164 entrées | 6                  | 8e                | 10 838 000 entrées (Titanic)                                   |
| Allemagne            | 7 000 185 entrées | 9                  | 13e               | 17 877 000 entrées (Titanic)                                   |
| Italie               | 19 569 044 €      | 6                  | 17e               | 28 690 071 € (Da Vinci Code)                                   |

## Distinctions

### Distinctions2006
| Distinctions 2006 du film Pirates des Caraïbes : Le Secret du coffre maudit | Distinctions 2006 du film Pirates des Caraïbes : Le Secret du coffre maudit             | Distinctions 2006 du film Pirates des Caraïbes : Le Secret du coffre maudit | Distinctions 2006 du film Pirates des Caraïbes : Le Secret du coffre maudit | Distinctions 2006 du film Pirates des Caraïbes : Le Secret du coffre maudit |
| Évènements                                                                  | Catégorie / Récompense                                                                  | Nommé(es) / Lauréat(es)                                                     | Résultats                                                                   |                                                                             |
| --------------------------------------------------------------------------- | --------------------------------------------------------------------------------------- | --------------------------------------------------------------------------- | --------------------------------------------------------------------------- | --------------------------------------------------------------------------- |
| Alliance of Women Film Journalists                                          | EDA Special Mention Award du film que vous vouliez aimer, mais c'était juste impossible | Pirates des Caraïbes : Le Secret du coffre maudit                           | Nomination                                                                  |                                                                             |
| Awards Circuit Community Awards                                             | Meilleurs effets visuels                                                                | Pirates des Caraïbes : Le Secret du coffre maudit                           | Nomination                                                                  |                                                                             |
| Golden Schmoes Awards                                                       | Golden Schmoes des meilleurs effets spéciaux de l'année                                 | Pirates des Caraïbes : Le Secret du coffre maudit                           | Lauréat                                                                     |                                                                             |
| Golden Schmoes Awards                                                       | Film le plus surestimé de l'année                                                       | Pirates des Caraïbes : Le Secret du coffre maudit                           | Nomination                                                                  |                                                                             |
| Golden Schmoes Awards                                                       | Personnage le plus cool de l'année                                                      | Le capitaine Jack Sparrow                                                   | Nomination                                                                  |                                                                             |
| Golden Schmoes Awards                                                       | Meilleure scène d'action de l'année                                                     | Combat à l'épée à trois                                                     | Nomination                                                                  |                                                                             |
| Golden Trailer Awards                                                       | Meilleur blockbuster de l'été 2006                                                      | Pirates des Caraïbes : Le Secret du coffre maudit                           | Nomination                                                                  |                                                                             |
| Hollywood Film Awards                                                       | Maquilleur de l'année                                                                   | Kris Evans                                                                  | Lauréat                                                                     |                                                                             |
| Hollywood Film Awards                                                       | Créateur de costumes de l'année                                                         | Penny Rose                                                                  | Lauréat                                                                     |                                                                             |
| Hollywood Film Awards                                                       | Meilleurs effets visuels de l'année                                                     | John Knoll                                                                  | Lauréat                                                                     |                                                                             |
| Hollywood Film Awards                                                       | Film de l'année (soumis au vote des internautes)                                        | Gore Verbinski                                                              | Nomination                                                                  |                                                                             |
| Hollywood Post Alliance                                                     | Meilleur compositing dans un long métrage                                               | Kimberly Lashbrook, Tory Mercer, Eddie Pasquarello et Gregory Salter        | Lauréat                                                                     |                                                                             |
| International Film Music Critics Association                                | Meilleure musique originale pour un film d'action / aventure / thriller                 | Hans Zimmer                                                                 | Nomination                                                                  |                                                                             |
| Rondo Hatton Classic Horror Awards                                          | Meilleur film                                                                           | Gore Verbinski                                                              | Nomination                                                                  |                                                                             |
| Satellite Awards                                                            | Meilleurs effets visuels                                                                | Hal T. Hickel et John Knoll                                                 | Lauréat                                                                     |                                                                             |
| Scream Awards                                                               | Meilleur film fantastique                                                               | Pirates des Caraïbes : Le Secret du coffre maudit                           | Lauréat                                                                     |                                                                             |
| Scream Awards                                                               | Meilleure suite                                                                         | Pirates des Caraïbes : Le Secret du coffre maudit                           | Lauréat                                                                     |                                                                             |
| Scream Awards                                                               | Meilleur héros                                                                          | Johnny Depp                                                                 | Lauréat                                                                     |                                                                             |
| Scream Awards                                                               | Meilleur casting                                                                        | Pirates des Caraïbes : Le Secret du coffre maudit                           | Lauréat                                                                     |                                                                             |
| Scream Awards                                                               | Meilleur Scream-Play                                                                    | Ted Elliott et Terry Rossio                                                 | Nomination                                                                  |                                                                             |
| St. Louis Film Critics Association Awards                                   | Meilleurs effets visuels / spéciaux                                                     | Pirates des Caraïbes : Le Secret du coffre maudit                           | Lauréat                                                                     |                                                                             |
| Teen Choice Awards                                                          | Meilleur film d'action / aventure                                                       | Pirates des Caraïbes : Le Secret du coffre maudit                           | Lauréat                                                                     |                                                                             |
| Teen Choice Awards                                                          | Meilleur acteur dans un film drame / action-aventure                                    | Johnny Depp                                                                 | Lauréat                                                                     |                                                                             |
| Teen Choice Awards                                                          | Meilleure scène de bagarre                                                              | Orlando Bloom et Jack Davenport                                             | Lauréat                                                                     |                                                                             |
| Teen Choice Awards                                                          | Meilleur cri                                                                            | Keira Knightley                                                             | Lauréat                                                                     |                                                                             |
| Teen Choice Awards                                                          | Meilleur Vilain                                                                         | Bill Nighy                                                                  | Lauréat                                                                     |                                                                             |
| Teen Choice Awards                                                          | Meilleur pétage de plombs dans un film                                                  | Keira Knightley                                                             | Lauréat                                                                     |                                                                             |
| Teen Choice Awards                                                          | Meilleur film de l'été - Dramatique / action-aventure                                   | Pirates des Caraïbes : Le Secret du coffre maudit                           | Lauréat                                                                     |                                                                             |
| Teen Choice Awards                                                          | Meilleur acteur dans un film dramatique / action-aventure                               | Orlando Bloom                                                               | Nomination                                                                  |                                                                             |
| Teen Choice Awards                                                          | Meilleure actrice dans un film dramatique / action-aventure                             | Keira Knightley                                                             | Nomination                                                                  |                                                                             |
| W3 Awards                                                                   | Meilleur film                                                                           | Pirates des Caraïbes : Le Secret du coffre maudit                           | Lauréat                                                                     |                                                                             |

### Sélection2006
- Festival Paris Cinéma : avant-premières pour Gore Verbinski[44]

### Distinctions2007
| Distinctions 2007 du film Pirates des Caraïbes : Le Secret du coffre maudit | Distinctions 2007 du film Pirates des Caraïbes : Le Secret du coffre maudit                   | Distinctions 2007 du film Pirates des Caraïbes : Le Secret du coffre maudit | Distinctions 2007 du film Pirates des Caraïbes : Le Secret du coffre maudit | Distinctions 2007 du film Pirates des Caraïbes : Le Secret du coffre maudit |
| Évènements                                                                  | Catégorie / Récompense                                                                        | Nommé(es) / Lauréat(es) | Résultats                                                                   |                                                                             |
| --------------------------------------------------------------------------- | --------------------------------------------------------------------------------------------- | --- | --------------------------------------------------------------------------- | --------------------------------------------------------------------------- |
| Academy of Science Fiction, Fantasy and Horror Films - Saturn Awards        | Saturn Award des meilleurs effets spéciaux                                                    | Charles Gibson, Allen Hall, Hal T. Hickel et John Knoll | Lauréat                                                                     |                                                                             |
| Academy of Science Fiction, Fantasy and Horror Films - Saturn Awards        | Meilleur film fantastique                                                                     | Pirates des Caraïbes : Le Secret du coffre maudit | Nomination                                                                  |                                                                             |
| Academy of Science Fiction, Fantasy and Horror Films - Saturn Awards        | Meilleur acteur dans un second rôle                                                           | Bill Nighy | Nomination                                                                  |                                                                             |
| Academy of Science Fiction, Fantasy and Horror Films - Saturn Awards        | Meilleurs costumes                                                                            | Penny Rose | Nomination                                                                  |                                                                             |
| Academy of Science Fiction, Fantasy and Horror Films - Saturn Awards        | Meilleur maquillage                                                                           | Joel Harlow et Ve Neill | Nomination                                                                  |                                                                             |
| American Cinema Editors                                                     | Meilleur montage d'un film comique ou musical                                                 | Stephen E. Rivkin et Craig Wood | Nomination                                                                  |                                                                             |
| Art Directors Guild                                                         | Meilleurs décors dans un film fantastique                                                     | Bruce Crone, John Dexter, Gary Diamond, William Hawkins, Rick Heinrichs, Nick Navarro, Domenic Silvestri, William Ladd Skinner, Eric Sundahl, Clint Wallace, Darrell L. Wight et Robert Woodruff                                           | Nomination                                                                  |                                                                             |
| ASCAP Film and Television Music Awards                                      | Compositeurs du meilleur film au box-office                                                   | Hans Zimmer | Lauréat                                                                     |                                                                             |
| Awards of the Japanese Academy                                              | Meilleur film étranger                                                                        | Pirates des Caraïbes : Le Secret du coffre maudit | Nomination                                                                  |                                                                             |
| BAFTA Awards                                                                | British Academy Film Award des meilleurs effets visuels                                       | Charles Gibson, Allen Hall, Hal T. Hickel et John Knoll | Lauréat                                                                     |                                                                             |
| BAFTA Awards                                                                | Meilleure direction artistique                                                                | Cheryl Carasik et Rick Heinrichs | Nomination                                                                  |                                                                             |
| BAFTA Awards                                                                | Meilleur son                                                                                  | Christopher Boyes, Paul Massey, Lee Orloff et George Watters II | Nomination                                                                  |                                                                             |
| BAFTA Awards                                                                | Meilleurs costumes                                                                            | Penny Rose | Nomination                                                                  |                                                                             |
| BAFTA Awards                                                                | Meilleurs maquillages et coiffures                                                            | Ve Neill et Martin Samuel | Nomination                                                                  |                                                                             |
| Casting Society of America                                                  | Meilleur casting pour un film de comédie                                                      | Denise Chamian | Nomination                                                                  |                                                                             |
| Cinema Audio Society                                                        | Meilleur mixage sonore pour un film                                                           | Christopher Boyes, Paul Massey et Lee Orloff | Nomination                                                                  |                                                                             |
| Costume Designers Guild                                                     | Meilleurs costumes d'époque dans un film                                                      | Penny Rose | Nomination                                                                  |                                                                             |
| Critics' Choice Movie Awards                                                | Meilleur film de famille                                                                      | Pirates des Caraïbes : Le Secret du coffre maudit | Nomination                                                                  |                                                                             |
| Empire Awards                                                               | Meilleur acteur                                                                               | Johnny Depp | Nomination                                                                  |                                                                             |
| Empire Awards                                                               | Meilleure actrice                                                                             | Keira Knightley | Nomination                                                                  |                                                                             |
| Empire Awards                                                               | Meilleur film fantastique ou de science-fiction                                               | Pirates des Caraïbes : Le Secret du coffre maudit | Nomination                                                                  |                                                                             |
| Empire Awards                                                               | Meilleure scène de l'année                                                                    | Le combat à l'épée sous-marin | Nomination                                                                  |                                                                             |
| Gold Derby Awards                                                           | Meilleurs effets visuels                                                                      | Charles Gibson, Allen Hall, Hal T. Hickel et John Knoll | Lauréat                                                                     |                                                                             |
| Gold Derby Awards                                                           | Meilleur maquillage et coiffure                                                               | Joel Harlow et Martin Samuel | Nomination                                                                  |                                                                             |
| Gold Derby Awards                                                           | Meilleur montage son / mixage son                                                             | Christopher Boyes, Paul Massey, Lee Orloff et George Watters II | Nomination                                                                  |                                                                             |
| Golden Globes                                                               | Meilleur acteur dans un film musical ou une comédie                                           | Johnny Depp | Nomination                                                                  |                                                                             |
| Grammy Awards                                                               | Meilleur album de bande-son pour le cinéma, la télévision ou d'autres médias visuels          | Hans Zimmer | Nomination                                                                  |                                                                             |
| International Online Cinema Awards                                          | Meilleur maquillage et coiffure                                                               | Pirates des Caraïbes : Le Secret du coffre maudit | Nomination                                                                  |                                                                             |
| International Online Cinema Awards                                          | Meilleurs effets visuels                                                                      | Pirates des Caraïbes : Le Secret du coffre maudit | Nomination                                                                  |                                                                             |
| Italian Online Movie Awards                                                 | Meilleurs effets spéciaux                                                                     | Pirates des Caraïbes : Le Secret du coffre maudit | Nomination                                                                  |                                                                             |
| Jupiter Award                                                               | Meilleur acteur international                                                                 | Johnny Depp | Lauréat                                                                     |                                                                             |
| Kids' Choice Awards                                                         | Blimp Award du film préféré                                                                   | Pirates des Caraïbes : Le Secret du coffre maudit | Lauréat                                                                     |                                                                             |
| Kids' Choice Awards                                                         | Acteur de cinéma préféré                                                                      | Johnny Depp | Nomination                                                                  |                                                                             |
| Kids' Choice Awards                                                         | Actrice de cinéma préférée                                                                    | Keira Knightley | Nomination                                                                  |                                                                             |
| Motion Picture Sound Editors                                                | Meilleur montage son dans un long métrage : dialogue et remplacement automatisé des dialogues | Ulrika Akander, Gloria D'Alessandro, David A. Arnold, Christopher Boyes, Teri E. Dorman, Julie Feiner, Jessica Gallavan, Howell Gibbens, Lisa J. Levine, Michelle Pazer et George Watters II                                               | Nomination                                                                  |                                                                             |
| Motion Picture Sound Editors                                                | Meilleurs effets sonores et bruitages dans un long métrage                                    | Christopher Boyes, Brent Burge, Dan O'Connell, John T. Cucci, Ken Fischer, Melanie Graham, Matthew Harrison, Victoria Martin, F. Hudson Miller, Shannon Mills, Tim Nielsen, James Likowski, Dee Selby, Addison Teague et George Watters II | Nomination                                                                  |                                                                             |
| Motion Picture Sound Editors                                                | Meilleur montage musical dans un long métrage                                                 | Melissa Muik et Julie Pearce | Nomination                                                                  |                                                                             |
| MTV Movie & TV Awards                                                       | Meilleur film                                                                                 | Gore Verbinski | Lauréat                                                                     |                                                                             |
| MTV Movie & TV Awards                                                       | Meilleure performance d'acteur                                                                | Johnny Depp | Lauréat                                                                     |                                                                             |
| MTV Movie & TV Awards                                                       | Meilleure performance d'acteur                                                                | Keira Knightley | Nomination                                                                  |                                                                             |
| MTV Movie & TV Awards                                                       | Meilleur méchant                                                                              | Bill Nighy | Nomination                                                                  |                                                                             |
| MTV Movie Awards, Russia                                                    | Meilleur film international                                                                   | Pirates des Caraïbes : Le Secret du coffre maudit | Lauréat                                                                     |                                                                             |
| Online Film and Television Association                                      | Meilleurs maquillages et coiffures                                                            | Steve Buscaino, Gloria Pasqua Casny, Pinky Cunningham, Ken Diaz, Rick Glassman, Ve Neill et Martin Samuel | Nomination                                                                  |                                                                             |
| Online Film and Television Association                                      | Meilleur mixage sonore                                                                        | Christopher Boyes, Paul Massey et Lee Orloff | Nomination                                                                  |                                                                             |
| Online Film and Television Association                                      | Meilleur montage d'effets sonores                                                             | Christopher Boyes et George Watters II | Nomination                                                                  |                                                                             |
| Online Film and Television Association                                      | Meilleurs effets visuels                                                                      | Charles Gibson, Allen Hall, Hal T. Hickel et John Knoll | Nomination                                                                  |                                                                             |
| Oscars                                                                      | Oscar des meilleurs effets visuels                                                            | Charles Gibson, Allen Hall, Hal T. Hickel et John Knoll | Lauréat                                                                     |                                                                             |
| Oscars                                                                      | Meilleure direction artistique                                                                | Cheryl Carasik et Rick Heinrichs | Nomination                                                                  |                                                                             |
| Oscars                                                                      | Meilleur montage de son                                                                       | Christopher Boyes et George Watters II | Nomination                                                                  |                                                                             |
| Oscars                                                                      | Meilleur mixage de son                                                                        | Christopher Boyes, Paul Massey et Lee Orloff | Nomination                                                                  |                                                                             |
| People's Choice Awards                                                      | Plus beau couple de l'année au cinéma                                                         | Johnny Depp et Keira Knightley | Lauréat                                                                     |                                                                             |
| People's Choice Awards                                                      | Film préféré                                                                                  | Pirates des Caraïbes : Le Secret du coffre maudit | Lauréat                                                                     |                                                                             |
| People's Choice Awards                                                      | Film dramatique de l'année                                                                    | Pirates des Caraïbes : Le Secret du coffre maudit | Lauréat                                                                     |                                                                             |
| Prix du film Mainichi                                                       | Prix du choix des lecteurs du film étranger le plus populaire                                 | Pirates des Caraïbes : Le Secret du coffre maudit | Lauréat                                                                     |                                                                             |
| Rembrandt Awards                                                            | Meilleur film étranger                                                                        | Jerry Bruckheimer | Lauréat                                                                     |                                                                             |
| Rembrandt Awards                                                            | Meilleur acteur étranger                                                                      | Johnny Depp | Lauréat                                                                     |                                                                             |
| Rembrandt Awards                                                            | Meilleure sortie DVD                                                                          | Pirates des Caraïbes : Le Secret du coffre maudit | Lauréat                                                                     |                                                                             |
| Russian National Movie Awards                                               | Georges Award du meilleur film à succès                                                       | Pirates des Caraïbes : Le Secret du coffre maudit | Lauréat                                                                     |                                                                             |
| SFX Awards                                                                  | Meilleur acteur                                                                               | Johnny Depp | Lauréat                                                                     |                                                                             |
| Taurus World Stunt Awards                                                   | Taurus Award du meilleur combat                                                               | Tony Angelotti, Phil Culotta, Thomas DuPont, Jeremy Fry, Lisa Hoyle, Kirk Maxwell, Tom Morga, Buddy Sosthand, Mark Aaron Wagner et Jeff Wolfe                                                                                              | Lauréat                                                                     |                                                                             |
| Taurus World Stunt Awards                                                   | Meilleur travail de cascadeurs                                                                | Theo Kypri | Nomination                                                                  |                                                                             |
| Taurus World Stunt Awards                                                   | Meilleur travail de cascadeurs                                                                | Theo Kypri | Nomination                                                                  |                                                                             |
| Teen Choice Awards                                                          | Meilleur baiser                                                                               | Orlando Bloom et Keira Knightley | Lauréat                                                                     |                                                                             |
| Visual Effects Society Awards                                               | Meilleurs effets visuels dans un film axé sur les effets                                      | Jill Brooks, Charles Gibson, Hal T. Hickel et John Knoll | Lauréat                                                                     |                                                                             |
| Visual Effects Society Awards                                               | Meilleur effet visuel de l'année                                                              | Tom Fejes, Ned Gorman, John Knoll et Jakub Pistecky | Lauréat                                                                     |                                                                             |
| Visual Effects Society Awards                                               | Meilleur personnage animé dans un film en prise de vue réelle                                 | Marc Chu, Jung Seung Hong, James Tooley et Steve Walton pour Davy Jones | Lauréat                                                                     |                                                                             |
| Visual Effects Society Awards                                               | Meilleur environnement fictif dans un film en prise de vues réelles                           | Jack Mongovan, Greg Salteret, Chris Stoski et Susumu Yukuhiro | Lauréat                                                                     |                                                                             |
| Visual Effects Society Awards                                               | Meilleur modèle et maquette dans un film                                                      | Charlie Bailey, Bruce Holcomb, Carl Miller et Ron Woodall | Lauréat                                                                     |                                                                             |
| Visual Effects Society Awards                                               | Meilleur compositing dans un long métrage                                                     | François Lambert, Tory Mercer, Eddie Pasquarello et Jeff Sutherland | Lauréat                                                                     |                                                                             |

### Nomination2012
- Festival du Film Jules Verne : meilleur film d'aventure ou de science-fiction[44]

### Nomination2013
- People's Choice Awards : surnom des fans préféré pour Rum Runners

## Éditions en vidéo
- Le film est sorti en DVD en région 1 le 5 décembre 2006[réf. souhaitée]. 9 498 304 unités ont été écoulées dès sa première semaine (soit $174 039 324). Il se vend au total, 16 694 937 unités, récoltant ainsi $320 871 909. Il était le best-seller DVD de l’année 2006 en termes d'unités vendus et deuxième derrière Le Monde de Narnia : Le Lion, la Sorcière blanche et l'Armoire magique en termes de recettes obtenues[45].

- En France, le film Pirates des Caraïbes : Le Secret du coffre maudit est sorti en DVD[46] et en DVD édition collector[47] le 2 février 2007. Par la suite, le film sort dans une édition avec 2 Blu-ray[48] le 27 juin 2007. Le film est également sorti en VOD le 1er février 2016[7]. Il ressort en Blu-ray simple[49] le 1er octobre 2017. À la suite des évolutions techniques afin d'améliorer la qualité d'image et de sons, le film sort dans une édition 4K Ultra HD + Blu-ray simple[50] le 4 mai 2022.
- Au Québec, le film est sorti en DVD le 5 décembre 2006[4].

## Autour du film
- Le titre anglais Dead Man's Chest est un jeu de mots sur l'un des points cruciaux du film : le coffre appartenant à Davy Jones. « Chest » en anglais a deux principales significations :
  - buste, poitrail, poitrine, thorax, torse ;
  - caisse, coffre.

Le cœur de Davy Jones est enfermé non pas dans son poitrail mais dans le coffre d'où la possibilité de le contrôler. Comme en français, le mot « coffre » peut désigner un conteneur et la poitrine.
- Dead's Man Chest est aussi le titre d'une ancienne chanson, Fifteen men on a dead man's chest, yo ho ho and a bottle of rum (qui existe en français sous le nom de Quinze Marins : « Quinze marins, sur l'bahut du mort, yop la hou, une bouteille de rhum... ») qu'on peut entendre au début du film, chantée par Joshamee Gibbs. Cette chanson apparaît également dans L'Île au Trésor de Robert Louis Stevenson, mais aussi dans le onzième album des Aventures de Tintin, Le Secret de La Licorne, durant le récit que le capitaine Haddock fait de son ancêtre. On l'entend aussi chantée par Fifi Brindacier (Inger Nilsson) dans l'épisode de la série télévisée homonyme Fifi et les Pirates, alors qu'elle pilote un bateau de pirate justement.
- Lorsque Jack et son équipage se rendent chez Tia Dalma, on peut apercevoir le singe Jack au chevet d'un corps, qui s'avéra être celui d'Hector Barbossa, ramené à la vie plus tard dans le film.